# Всички български шампиони и носители на купи (футбол)

## Всички български шампиони и носители на купи
В списъка са включени всички шампиони на България от различните футболни първенства (без регионални, градски, околийски първенци) и носители на купи.
Включени са следните турнири и купи:
Български:
- 1. Първенство на България (1924 – 2006)
- 2. Национална купа на България (1924 – 2006)
- 3. Неофициалните турнири за НРБ (1980 – 1982) и КСА (1982 – 1990)
- 4. Купа на БФС (1990 – 1991)
- 5. Купа на ПФЛ (1994 – 1997)
- 6. Купа на АФЛ (1994 – 2006)
- 7. Суперкупа на България (1989, 2004 – 2006)
- 8. Работническо първенство (1952 – 2006)
- 9. Железничарско първенство (1935 – 1964)
- 10. Селско първенство (1950 – 1984, 2006)
- 11. Студентско първенство (1948, 1952 – 1953, 1962, 1966, 1973, 1977, 1982, 1983, 1987, 1990 – 1992, 2001 – 2006)
- 12. Армейско първенство (1950, 1983 – 1984, 1990, 1993, 1995, 1999 – 2006)
- 13. Турнир в село Гърмен (2001)

Международни:
- 1. УЕФА-Интертото Къп (1977, 1979, 1987, 1992)
- 2. Балканска клубна купа (1967 – 1969, 1972 – 1974, 1981 – 1984, 1986 – 1988)
- 3. Калиакра Каварна Албена Къп (2000 – 2002, 2004 – 2005, 2007)
- 4. Европейско клубно железничарско първенство (1961, 1963, 2003)

- 1. Левски (София) – 58
- 2. ЦСКА (София) – 55
- 3. Славия (София) – 21
- 4. Локомотив (София) – 20 (8 пъти е железничарски шампион на България и 2 пъти на Европа)
- 5. НСА (София) – 12 (12 пъти е студентски шампион на България)
- 6. Локомотив (Пловдив) – 10 (5 пъти е железничарски шампион на България)
- 7. Литекс (Ловеч) – 9
- 8. Горубсо (Мадан) – 8
- 8. Черно море (Варна) – 7
- 8. Ботев (Пловдив) – 7 (1 път е армейски шампион на България)
- 8. Спартак (Койнаре) – 7 (7 пъти е селски шампион на България)
- 11. Енергетик (Перник) – 5
- 11. Берое (Стара Загора) – 5
- 11. Нафтекс (Бургас) – 5 (железничарски шампион на България през 1960 г., тогава като Локомотив Бургас)
- 11. Шумен (Шумен) – 5 (1 път е железничарски шампион на България през 1950 г., тогава като Локомотив Шумен)
- 15. Завод-12 (София) – 4*
- 15. Етър (Велико Търново) – 4
- 15. Локомотив (Стара Загора) – 4 (4 пъти е железничарски шампион на България)
- 15. Локомотив (Горна Оряховица) – 4 (3 пъти е железничарски шампион на България)
- 15. Марица-Изток (Раднево) – 4 (4 пъти е работнически шампион на България)
- 15. Дунарит (Русе) – 4 (4 пъти е работнически шампион на България)
- 15. ВМС (Варна) – 4 (4 пъти е армейски шампион на България)
- 23. АС-23 (София) – 3*
- 23. Спартак (Варна) – 3 (железничарски шампион на България през 1952 г., тогава като Локомотив Варна)
- 23. Кремиковци (Кремиковци) – 3 (2 пъти е работнически шампион)
- 23. Армеец (София) – 3 (3 пъти е армейски шампион на България)
- 23. ВМТ`97 (София) – 3 (3 пъти е армейски шампион на България)
- 28. Спортклуб (София) – 2*
- 28. К`13 (София) – 2*
- 28. Спартак (Пловдив) – 2
- 28. Металик (Сопот) – 2
- 28. Ботев (Гълъбово) – 2 (2 пъти е работнически шампион през 1977 и 1982 г., тогава под името Енергетик)
- 28. Първа атомна (Козлодуй) – 2
- 28. Порт (Бургас) – 2
- 28. Локомотив (Мездра) – 2 (европейски железничарски шампион и железничарски шампион на България)
- 28. Огоста (Хайредин) – 2 (2 пъти е селски шампион на България)
- 28. Левски (Коньово) – 2 (2 пъти е селски шампион на България)
- 28. Пордим (Пордим) – 2 (2 пъти е селски шампион на България)
- 28. ЕКИУ Калояново (Калояново) – 2 (2 пъти е селски шампион на България)
- 28. Осъм (Българене) – 2 (2 пъти е селски шампион на България)
- 28. Житен клас (Житница) – 2 (2 пъти е селски шампион на България)
- 28. Веселиново (Веселиново) – 2 (2 пъти е селски шампион на България)
- 28. Тракия (Царимир) – 2 (2 пъти е селски шампион на България)
- 28. ЮЗУ „Неофит Рилски“ (Благоевград) – 2 (2 пъти е студентски шампион на България)
- 28. Армеец (Пловдив) – 2 (2 пъти е армейски шампион на България)
- 28. Армеец (Сливен) – 2 (2 пъти е армейски шампион на България)
- 28. ПУ „Паисий Хилендарски“ (Пловдив) – 2 (2 пъти е студентски шампион на България)
- 28. ВВС (София) – 2 (2 пъти е армейски шампион на България)
- 49. Видима-Раковски (Севлиево) – 1
- 49. Енергия (Търговище) – 1
- 49. Родопа (Смолян) – 1
- 49. Академик (София) – 1
- 49. Машиностроителен завод „Сталин“ (Перник) – 1*
- 49. Държавен месокомбинат „Родопа“ (Сливен) – 1*
- 49. Пирин (Благоевград) – 1
- 49. Септември (Симитли) – 1
- 49. Димитровград (Димитровград) – 1 (носител на Купата на Аматьорската лига през 2001 г., тогава като Сиера 2000)
- 49. Ловико (Сухиндол) – 1
- 49. Феърплей (Варна) – 1
- 49. Янтра (Габрово) – 1
- 49. Поморие (Поморие) – 1
- 49. Дунав (Русе) – 1
- 49. Хасково (Хасково) – 1
- 49. Черноморец 919 (Бургас) – 1
- 49. Локомотив (Русе) – 1 (железничарски шампион на България)
- 49. Канина (Гърмен) – 1
- 49. Септември (София) – 1
- 49. Шипка (София) – 1*
- 49. Спартак (София) – 1
- 49. Марек (Дупница) – 1
- 49. Сливен (Сливен) – 1
- 49. Месокомбинат (Русе) – 1*
- 49. Авиотехник (Пловдив) – 1
- 49. Държавен машиностроителен завод „Антон Иванов“ (Пловдив) – 1
- 49. Кондензаторен завод (Кюстендил) – 1*
- 49. Силнотоков завод (София) – 1
- 49. Кълвача газ (Стара Загора) – 1
- 49. Завод „Дянко Стефанов“ (Разград) – 1*
- 49. Завод „Чавдар“ (Ботевград) – 1*
- 49. Порт (Варна) – 1 (работнически шампион през 1995 г.)
- 49. Девня 2005 (Девня) – 1 (работнически шампион на България през 1960 г.)
- 49. Олимпик (Тетевен) – 1 (работнически шампион през 1982 г., тогава под името Елпром)
- 49. Металург (Перник) – 1 (работнически шампион през 1959 г., тогава под името МЗ „Ленин“)
- 49. Спартак (Плевен) – 1 (железничарски шампион на България през 1945 г., тогава като ЖСК-Ботев Плевен)
- 49. Локомотив (Дряново) – 1 (железничарски шампион на България)
- 49. Левски (Лом) – 1 (железничарски шампион на България през 1955 г., тогава като Локомотив Лом)
- 49. Миньор (Перник) – 1 (железничарски шампион на България през 1940 г., тогава като Локомотив Перник)
- 49. Славия (Ново село) – 1 (селски шампион на България)
- 49. Гигант (Белене) – 1 (селски шампион на България)
- 49. Перущица (Перущица) – 1 (селски шампион на България)
- 49. Владислав (Джулюница) – 1 (селски шампион на България)
- 49. Ботев (Бобошево) – 1 (селски шампион на България)
- 49. Тимок (Брегово) – 1 (селски шампион на България)
- 49. Космос (Куртово Конаре) – 1 (селски шампион на България)
- 49. Свобода (Милковица) – 1 (селски шампион на България)
- 49. Ботев (Гълъбово) – 1 (селски шампион на България)
- 49. Галата (Галата) – 1 (селски шампион на България)
- 49. ЦАШ (София) – 1 (армейски шампион на България)
- 49. ВВИСУ (София) – 1 (армейски шампион на България)
- 49. ДВРФ (Русе) – 1 (армейски шампион на България)
- 49. УБ „Васил Левски“ (Велико Търново) – 1 (армейски шампион на България)
- 49. НБУ (София) – 1 (студентски шампион на България)
- 49. Аграрен Университет (Пловдив) – 1 (студентски шампион на България)

## Забележки
- – Септември (София) е приемник на Спортклуб (София), с което трофеите му стават общо 3.
- – Спартак (София) е приемник на ФК`13 (София), с което трофеите му стават общо 3.
- – Приемник на Завод-12 (София) е Раковски (кв. Сердика), който сега има само юношески отбор.
- – Приемник на Машиностроителен завод „Сталин“ (Перник) е Рудничар (кв. Бела вода, Перник).
- – Приемник на Държавен месокомбинат „Родопа“ (Сливен) е ФК „Родопа“ (Сливен).
- – Приемник на Месокомбинат (Русе) е ФК „Русе 99“ (Русе).
- – ФК „Завод Дянко Стефанов“ (Разград) се влива в „Лудогорец“ (Разград).
- – ФК „Завод Чавдар“ (Ботевград) се влива в „Балкан“ (Ботевград).
- – ФК „Кондензаторен завод“ (Кюстендил) се влива във „Велбъжд“ (Кюстендил).
- – Шипка (София) през 1945 е обединен под името Чавдар с елитните столични отбори на АС`23 и Цар Борис III.
- – Няма абсолютно никаква информация за международните турнири „Георги Аспарухов“ и „Петричка пролет“.